# Redwood Lodge
Redwood Lodge – obszar niemunicypalny w hrabstwie Mendocino, w Kalifornii (Stany Zjednoczone), na wysokości 20 m.